# 平池仁志
平池 仁志（ひらいけ ひとし、1972年1月12日 - ）は、香川県出身のボートレーサー。

## 来歴
69期訓練生として本栖研修所に入り卒業後、1991年デビュー。

1999年1月31日、住之江競艇場にて開催された第13回新鋭王座決定戦でG1初優勝する。

## エピソード
- 同期には田中信一郎、太田和美、野添貴裕、三嶌誠司、仲口博崇、山本浩次など数多くのSG・GI覇者を輩出しており「華の69期」と呼ばれている。

## 獲得タイトル

### GI
- 1999年1月31日、第13回 新鋭王座決定戦（住之江競艇場）